# Phumzile Mlambo-Ngcuka
Pour les articles homonymes, voir Mlambo.
Phumzile Mlambo-Ngcuka (née le 3 novembre 1955) est une femme politique sud-africaine, vice-présidente de la République du 22 juin 2005 au 25 septembre 2008 aux côtés du président Thabo Mbeki. Elle est la première femme à exercer cette fonction. Auparavant, elle fut aussi membre du Congrès national africain, députée de 1994 à 1996, vice-ministre du Commerce de 1996 à 1999, ministre de l’Énergie et des Mines de 1999 à 2005. De 2013 à 2021, elle est directrice exécutive de l'ONU Femmes.

## Biographie

### Enfance, formation et débuts
Phumzile Mlambo est née dans une famille zoulou.
En 1980, elle termine ses études au Lesotho par une licence (Bachelor of arts) en sciences sociales et en éducation. De 1981 à 1983, elle exerce sa profession d'enseignante dans la province du Natal. Entre 1984 et 1992, elle s’investit dans des projets à portée socio-économique et crée, en 1993, sa propre structure de conseil en management intitulée « Phumelela Services ».

### Carrière politique
Sa carrière politique commence en 1994 avec les premières élections multiraciales du pays où elle est élue députée. En 1996, elle est nommée vice-ministre du Commerce et de l’Industrie dans le gouvernement de Nelson Mandela.
Elle est aussi un personnage clé de l’African National Congress (ANC), elle est membre, depuis 1997, du comité exécutif de ce parti.
En 1999, Phumzile Mlambo-Ngcuka devient ministre de l’Énergie et des Mines dans le gouvernement de Thabo Mbeki et a ainsi la charge d'un secteur vital pour l’économie sud-africaine. C'est à cette fonction qu'elle initie la charte minière (Mining Charter) préconisant que d’ici 2014, 26 % des mines sud-africaines soient détenues par des entreprises gérées par des Noirs.
Elle fait également approuver une motion invitant son pays à recourir à des sources d’énergies plus abordables et plus économiques comme les énergies renouvelables.
Cependant c'est sous son ministère qu'éclate un scandale pétrolier dans lequel est impliquée une société publique directement placée sous sa tutelle en tant que ministre de l’Énergie et des Mines. Et son propre frère, Bonga Mlambo, bénéficia, au travers d’une société écran, d’un prêt de 50 000 rands (7 500 euros) de la société d’État.
En 2005, Thabo Mbeki la choisit pour le poste de vice-président et succéder ainsi à Jacob Zuma, impliqué pour corruption par la justice sud-africaine. Elle est la première femme à occuper ce poste.
Elle est remplacée aux Mines et à l'énergie par une autre femme, Lindiwe Hendricks.
Contrairement aux observateurs internationaux, Phumzile Mlambo-Ngcuka a également estimé en 2005 que les élections législatives remportées par la ZANU-PF au Zimbabwe étaient libres et démocratiques.
Le 23 septembre 2008, elle annonce sa démission de ses fonctions de vice-présidente et de députée, après la démission forcée du président Thabo Mbeki.
En 2013, elle devient directrice exécutive de l'ONU Femmes.

## Vie privée
Elle est mariée à Bulelani Ngcuka, ancien procureur national à l'origine de l'enquête pour corruption visant Jacob Zuma, l'ancien vice-président. Phumzile Mlambo-Ngcuka est la mère d’un jeune garçon nommé Luyolo.

## Distinctions
- Docteur honoris causa de l'université du Cap-Occidental (2003)[1]
- Docteur honoris causa de l'université du Witwatersrand